# Cordillera del Mosquito
La cordillera [del] Mosquito (en inglés: Mosquito Range) es una cadena montañosa en las Rocosas del centro de Colorado en los Estados Unidos de América con una elevación de 14 000 pies. Los picos de la cordillera forman una barranca de dirección norte-sur durante unos 64 kilómetros desde el sur del condado de Summit (Colorado), al norte, para posteriormente continuar entre los límites de los condados Lake y de Park. La cordillera forma la barrera más alta que separa las cabeceras del río South Platte, cerca de Fairplay.
La cordillera tiene cinco picos entre los 96 fourteeners estadounidenses: el monte Lincoln (38.º, con 4356,5 m), el pico Quandary (41.º, con 4349,9), el monte Bross (54.ª, con 4321,6 m), el monte Democrat (62.º, con 4314,5 m) y el monte Sherman (83.º 4280,2 m).

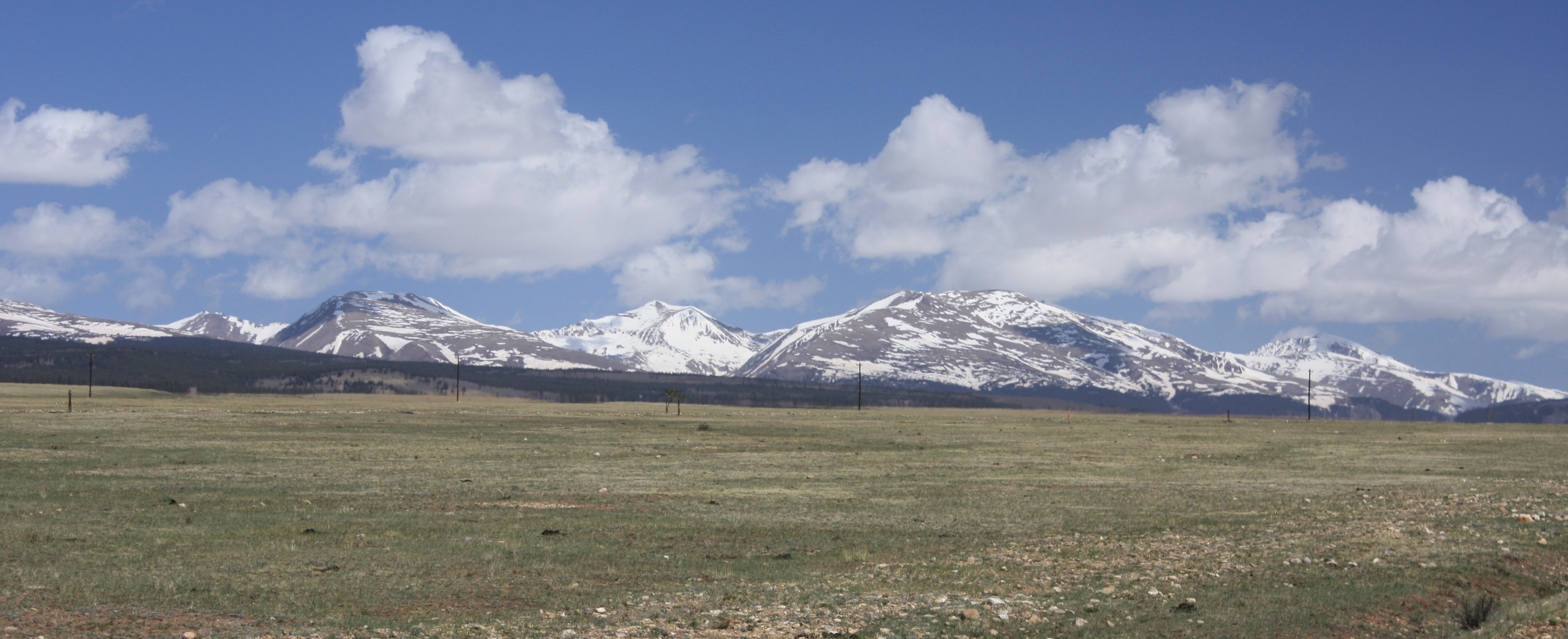
Cordillera del Mosquito

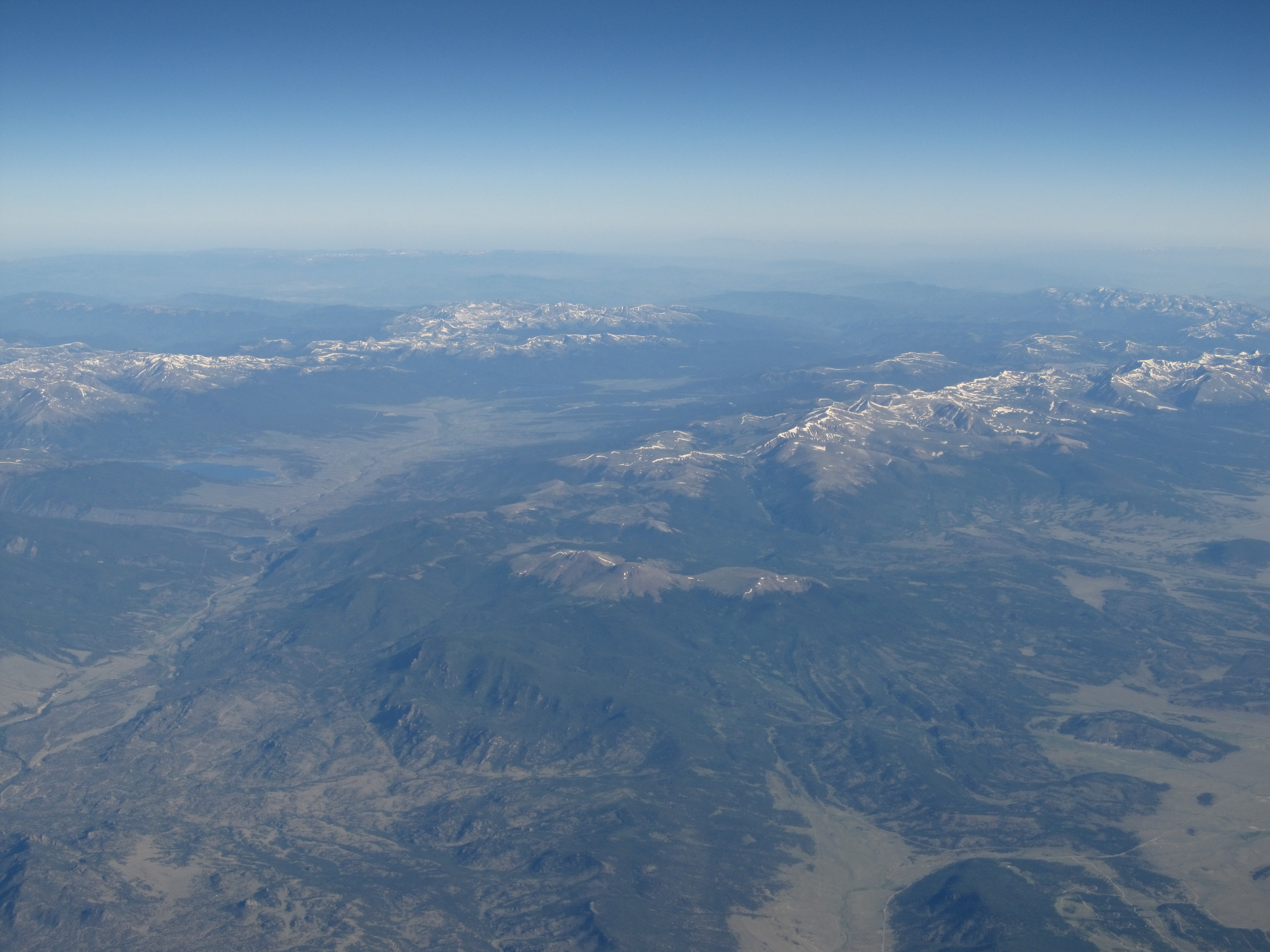
Vista aérea de la ordillera del Mosquito

## Cumbres destacadas
La inclusión o no en la tabla que sigue depende en gran medida de cuál sea la prominencia mínima para que una elevación sea considerada independiente, ya que hay muchas cumbres subdidiarias. La UIAA considera que una elevación con una prominencia de más de 30 metros —un largo de cuerda tradicional— tiene la consideración de cima o cumbre aislada, pero solo las de más de 300 se consideran independientes. Ese es el criterio para ordenarlas, siendo únicamente tres las montañas independientes de la cordillera. Se recogen también aquellos picos de menor prominencia (o cuando no se conoce), intercalados en el orden por altitud que les correspondería, pero sin que se les asigne un número de orden (aparecen con «—» y sombreadas en el ranking). Hay que tener cuidado a la hora de manejar esos datos ya que algunos pueden corresponder a picos subsidiarios de otro principal. Los picos que se pretende recoger aquí son todos los que superen los 4000 m de altitud y de más de 100 m de prominencia y los de 3500 m de altitud y 200 m de prominencia.
Las montañas de esta tabla se han ordenado por su altitud sobre el nivel del mar, pudiendo ordenarse por cualquier otro campo sin más que clicar en la flecha de la primera fila del encabezado de cada columna (). 
|  | #  | Pico o montaña        | Condado                                           | Altitud (m) | Prom. (m) | Parentesco        | Aislam. (km) | Notas                                                                                  | Coordenadas                                 |
|  | 01 | Monte Lincoln         | Condado de Park                                   | 4356,5      | 1177,1    | Monte Massive     | 36,22        | P.º cul. de la cordillera Mosquito, de la cuenca del río Misuri, y del condado de Park | 39°21′05″N 106°06′42″O / 39.3515, -106.1116 |
|  | 02 | Pico Quandary         | Condado de Summit                                 | 4349,9      | 342,9     | Monte Lincoln     | 5,09         |                                                                                        | 39°23′50″N 106°06′23″O / 39.3973, -106.1064 |
|  | —  | Monte Cameron         | Condado de Park                                   | 4340        | 48        | Monte Lincoln     | 15,46        |                                                                                        | 39°20′50″N 106°07′07″O / 39.3471, -106.1185 |
|  | —  | Monte Bross           | Condado de Park                                   | 4321,6      | 95,1      | Monte Cameron     | 1,60         |                                                                                        | 39°20′07″N 106°06′28″O / 39.3354, -106.1077 |
|  | —  | Monte Democrat        | Condado de Lake Condado de Park                   | 4314,5      | 234,0     | Monte Cameron     | 2,04         |                                                                                        | 39°20′23″N 106°08′24″O / 39.3396, -106.1400 |
|  | —  | Monte Sherman         | Condado de Lake Condado de Park                   | 4280,2      | 259,0     | Monte Democrat    | 12,97        |                                                                                        | 39°13′30″N 106°10′12″O / 39.2250, -106.1699 |
|  | —  | Pico Gemini           | Condado de Lake Condado de Park                   | 4252        | 58        | Monte Sherman     | 0,9          |                                                                                        | 39°14′05″N 106°10′05″O / 39.2347, -106.1681 |
|  | —  | Pico Pacific          | Condado de Summit                                 | 4252        | 180       | Montaña Fletcher  | 2,27         |                                                                                        | 39°25′23″N 106°07′23″O / 39.4231, -106.1230 |
|  | —  | Montaña Fletcher      | Condado de Summit                                 | 4252        | 192       | Pico Quandary     | 1,57         |                                                                                        | 39°24′11″N 106°07′43″O / 39.4031, -106.1287 |
|  | —  | Montaña Horseshoe     | Condado de Lake Condado de Park                   | 4236        | 237       | Monte Sherman     | 5,93         |                                                                                        | 39°11′09″N 106°11′06″O / 39.1857, -106.1850 |
|  | —  | Pico Drift            | Condado de Summit                                 | 4231+       | 98        | Montaña Fletcher  | 0,9          |                                                                                        | 39°23′57″N 106°08′18″O / 39.3993, -106.1382 |
|  | —  | Monte Buckskin        | Condado de Lake Condado de Park                   | 4226        | 207       | Monte Sherman     | 2,24         |                                                                                        | 39°19′07″N 106°08′49″O / 39.3187, -106.1469 |
|  | —  | Pico Clinton          | Condado de Lake Condado de Park                   | 4224        | 164       | Pico Drift        | 3,12         |                                                                                        | 39°22′06″N 106°08′56″O / 39.3682, -106.1488 |
|  | —  | Montaña Dyer          | Condado de Lake Condado de Park                   | 4223        | 151       | Monte Sherman     | 1,35         |                                                                                        | 39°14′23″N 106°11′00″O / 39.2398, -106.1832 |
|  | —  | Pico Crystal          | Condado de Summit                                 | 4222        | 198       | Pico Pacific      | 1,46         |                                                                                        | 39°26′04″N 106°06′52″O / 39.4345, -106.1145 |
|  | —  | Pico Atlantic         | Condado de Summit                                 | 4219        | 134       | Monte Fletcher    | 1,1          |                                                                                        | 39°24′49″N 106°07′33″O / 39.4135, -106.1259 |
|  | —  | Monte Arkansas        | Condado de Lake                                   | 4205        | 181       | Monte Buckskin    | 3,03         |                                                                                        | 39°19′07″N 106°08′49″O / 39.3187, -106.1469 |
|  | —  | Pico Mosquito         | Condado de Lake Condado de Park                   | 4200        | 176       | Monte Buckskin    | 3,57         |                                                                                        | 39°18′01″N 106°10′57″O / 39.3002, -106.1826 |
|  | —  | Monte Sheridan        | Condado de Lake Condado de Park                   | 4190        | 180       | Monte Sherman     | 5,93         |                                                                                        | 39°12′33″N 106°11′05″O / 39.2091, -106.1846 |
|  | —  | Montaña Wheeler       | Condado de Lake Condado de Park Condado de Summit | 4173        | 101       | Pico Clinton      | 1,51         |                                                                                        | 39°22′50″N 106°08′10″O / 39.3806, -106.1360 |
|  | —  | Monte Tweto           | Condado de Lake Condado de Park                   | 4167        | 119       | Monte Arkansas    | 1,37         |                                                                                        | 39°19′20″N 106°10′10″O / 39.3221, -106.1694 |
|  | —  | Montaña North Star    | Condado de Park Condado de Summit                 | 4150        | 139       | Monte Wheeler     | 1,32         |                                                                                        | 39°22′36″N 106°07′16″O / 39.3767, -106.1210 |
|  | —  | Monte Evans           | Condado de Lake Condado de Park                   | 4138        | 102       | Montaña Dyer      | 1,61         |                                                                                        | 39°15′24″N 106°10′53″O / 39.2567, -106.1815 |
|  | —  | Pico Repeater         | Condado de Park                                   | 4129        | 98        | Pico Mosquito     | 1,02         |                                                                                        | 39°17′24″N 106°10′52″O / 39.2900, -106.1812 |
|  | —  | Montaña Bartlett      | Condado de Lake                                   | 4084        | 146       | Pico Clinton      | 1,19         |                                                                                        | 39°19′07″N 106°08′49″O / 39.3187, -106.1469 |
|  | 03 | Pico West Buffalo     | Condado de Chaffee Condado de Park                | 4063,6      | 605,3     | Monte Harvard     | 15,46        |                                                                                        | 38°59′30″N 106°07′30″O / 38.9917, -106.1249 |
|  | —  | Pico East Buffalo     | Condado de Chaffee Condado de Park                | 4054        | 152       | Pico West Buffalo | 1,43         |                                                                                        | 38°59′14″N 106°06′32″O / 38.9873, -106.1090 |
|  | —  | Montaña London        | Condado de Park                                   | 4022        | 157       | Pico Repeater     | 1,81         |                                                                                        | 39°17′04″N 106°09′30″O / 39.2844, -106.1582 |
|  | —  | Montaña Pennsylvania  | Condado de Park                                   | 3964        | 213       | Montaña London    | 2,29         |                                                                                        | 39°15′53″N 106°08′32″O / 39.2647, -106.1421 |
|  | —  | Pico South (Colorado) | Condado de Lake                                   | 3929        | 296       | Pico Weston Pass  | 3,06         |                                                                                        | 39°07′19″N 106°12′21″O / 39.1220, -106.2059 |
|  | —  | Montaña Sheep         | Condado de Park                                   | 3907        | 237       | Monte Sherman     | 3,07         |                                                                                        | 39°11′37″N 106°06′42″O / 39.1935, -106.1117 |
|  | —  | Montaña Prospect      | Condado de Lake                                   | 3845        | 165       | Pico Repeater     | 3,95         |                                                                                        | 39°16′44″N 106°14′13″O / 39.2789, -106.2369 |
|  | —  | Pico Marmot           | Condado de Chaffee Condado de Park                | 3575        | 234       | Pico East Buffalo | 4,06         |                                                                                        | 38°56′25″N 106°06′40″O / 38.9403, -106.1112 |